# Carl Heinrich Krauch
Carl Heinrich Krauch (* 14. September 1931 in Heidelberg; † 15. August 2004 in Namibia) war ein deutscher Chemiker und Industriemanager.

## Leben
Carl Heinrich Krauch ist Sohn von Carl Krauch und Enkel von Carl Krauch senior.
Er studierte Chemie, promovierte bei Günther Otto Schenck und reichte am 18. Oktober 1961 an der mathematischen-naturwissenschaftlichen Fakultät der Universität Göttingen seine Dissertation mit dem Titel Neue Akzeptor-Systeme der photosensibilisierten O2-Übertragung ein. In dieser untersuchte er Sulfide, Sulfoxyde, Alkoholate und Endiolate vom Typ der Ascorbinsäure als neue Akzeptoren.
Von 1958 bis 1967 war er Arbeitsgruppenleiter am Max-Planck-Institut für Kohlenforschung in Mülheim an der Ruhr und hatte einen Lehrauftrag an der Universität zu Köln inne. Er habilitierte sich an der Universität Mainz und nahm dort 1971 eine Professur an.
Anschließend setzte Carl Heinrich Krauch seine Karriere bei der BASF und als Leiter Forschung und Entwicklung in der Geschäftsführung der Henkel KGaA in der Industrie fort.
Von 1980 bis 1993 war er Vorstandsvorsitzender der Chemischen Werke Hüls AG und Vorstandsmitglied der VEBA AG, Düsseldorf.
Weitere Funktionen waren:
- Vizepräsident des Verbandes der Chemischen Industrie
- Mitglied des Kuratoriums des damaligen Max-Planck-Institut für Strahlenchemie in Mülheim an der Ruhr.[2]
- Mitglied des Vorstandes der Gesellschaft Deutscher Chemiker (GDCh)
- Präsident der GDCh von 1990 bis 1991[3] und einer ihrer Altpräsidenten bis zu seinem Tod.[4]

### Privates
Sein älterer Bruder war der Systemanalytiker und Konzeptkünstler Helmut Krauch.
Carl Heinrich Krauch lebte die letzten 13 Jahre seines Lebens zusammen mit seiner Lebensgefährtin Renate von Katte in Namibia. Er hatte dort in Okondura Süd bei Karibib für seinen Lebensabend eine Farm übernommen, nachdem er den von seinem Vater geerbten Bauernhof im Odenwald seinem ältesten Sohn vermacht hatte. Im Alter von 72 Jahren ist Krauch in Namibia durch einen Verkehrsunfall tödlich verunglückt.

## Ehrungen
- 1988: Wilhelm-Normann-Medaille der Deutschen Gesellschaft für Fettwissenschaft[6]